# Biurowość Ksiąg Wieczystych
Biurowość Ksiąg Wieczystych - LMOS – system informatyczny biurowości wykorzystywany przez orzeczników, urzędników oraz sekretariaty wydziałów ksiąg wieczystych. LMOS jest podsystemem systemu informatycznego Nowa Księga Wieczysta (NKW).

## Zadania LMOS
- rejestracja wniosków wieczystoksięgowych
- lokalizacja wniosków w poszczególnych księgach
- obsługa referatów orzeczniczych
- wyszukiwania dokumentów
- pracy orzeczniczej